# Golf von Kalifornien

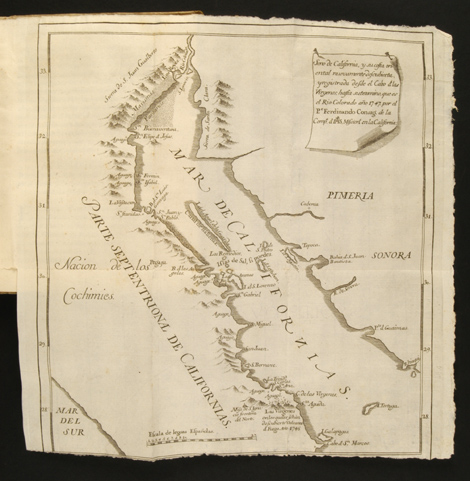
Eine aus der Mitte des 18. Jahrhunderts stammende Karte des Golfs, gezeichnet vom kroatischen Missionar und Forscher Ferdinand Konščak

Der Golf von Kalifornien (auch Cortés-See) (span. Mar de Cortés / Golfo de California / Mar Bermejo, engl. Gulf of California / Sea of Cortés / Sea of Cortez) ist ein 160.000 km² großes Nebenmeer des Pazifik zwischen Mexiko und der Halbinsel Niederkalifornien. Er ist etwa 1100 Kilometer lang und 90 bis 230 Kilometer breit. Im Norden befindet sich das Mündungsdelta des Colorado River. Die zwei größeren Inseln des Golfes sind ebenfalls im nördlichen Teil zu finden: die Isla Ángel de la Guarda sowie die Isla Tiburón. Die Region des Golfes liegt in einer aktiven tektonischen Verwerfungszone, die unter anderem die Caldera Aguajito schuf.
Der Golf von Kalifornien gehört zu Mexiko.

## Geschichte
Der Golf wurde 1539 von dem spanischen Entdecker Francisco de Ulloa zu Ehren des Eroberers Hernán Cortés Mar de Cortés genannt. Ulloa glaubte ursprünglich, der Golf wäre der Beginn der sagenhaften Straße von Anián, welche den Pazifischen mit dem Atlantischen Ozean verbinden sollte.
Um 1540 führte Melchior Díaz mehrere Erkundungsreisen im Golf durch und befuhr dabei auch den Unterlauf des Colorado River, der in den Nordteil des Golfes mündet.

## Fauna

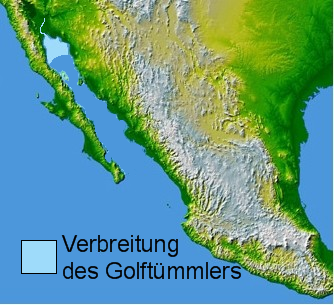
Die Verbreitung des Kalifornischen Schweinswals (hellblau)

Der kleine Meeresteil ist die Heimat eines einzigartigen und reichen Ökosystems. Außer einer großen Vielfalt endemischer Tiere und Pflanzen sind hier viele wandernde Tierarten wie der Buckelwal, der Grauwal, der Mantarochen, der Bogenstirn-Hammerhai und die Lederschildkröte zu finden. Im Golf von Kalifornien lebt eine Subpopulation Finnwale, die keine jährliche Wanderung unternimmt. Sie lebt das ganze Jahr in diesem Gebiet und stellt ihre Nahrung auf Fische um, wenn der Krill seltener wird.
Der Golf von Kalifornien ist außerdem der einzige Ort der Erde, an dem die Kalifornischen Schweinswale zu finden sind. Da die Art akut vom Aussterben bedroht ist, wurde 1993 im Norden ein über 930.000 Hektar großes Meeresschutzgebiet eingerichtet. Versuche der mexikanischen Regierung, weitere Schutzgebiete einzurichten, scheiterten bisher an den Möglichkeiten zur Durchsetzung und an politischen Meinungsverschiedenheiten: Die mehreren tausend Kilometer Küstenlinie sind nur schwer zu überwachen, und die kommerzielle Fischindustrie hat sich zu einer politisch starken Gemeinschaft zusammengeschlossen, welche kein großes Interesse daran hat, die Fischerei zu verbieten.

## Fischerei
In der Region war die Berufsfischerei für lange Zeit eine große Einnahmequelle. Mehrere Schriftsteller berichten von Thunfischschwärmen, welche mehr als 150 Kilometer lang sein sollen. Auch zieht der Golf von Kalifornien von jeher eine große Anzahl an Sportfischern an.
Heute wird das Meer zwar noch von vielen Touristen besucht, aber aufgrund der Überfischung gehen die Fischerträge langsam zurück. Besonders betroffen ist der Fisch Totoaba.

## Welterbe
2005 wurden zahlreiche Inseln und Küstenabschnitte des Golfs von der UNESCO in die Liste des Weltnaturerbes aufgenommen. Wegen des befürchteten Aussterben des Schweinswales (Vaquita) wurde das Welterbe im Jahr 2019 auf die Liste des gefährdeten Welterbes gesetzt.